# オペラリオ・フェロヴィアリオEC
上付き文字

オペラリオ・フェホヴィアリオEC (ポルトガル語: Operário Ferroviário Esporte Clube) は、ブラジル・パラナ州ポンタ・グロッサを本拠地とするサッカークラブである。単にオペラリオ (Operário) 、もしくはパラナ州の略称を表す「PR」を付けてオペラリオ-PR (Operário-PR) と表記されることもある。
過去に1度だけセリエAに参戦した（1979年シーズン）。
このチームの愛称・マスコットは幽霊（Fantasma）で、幽霊のイラストがチームエンブレムに描かれたこともある。

## 歴史
1912年5月1日に創設されたパラナ州で2番目に古いクラブである。1969年にカンピオナート・パラナエンセ（パラナ州選手権）2部南部ゾーンに優勝した。1979年にセリエAに参戦した。

## スタジアム
ホームゲームはエスタジオ・ジェルマーノ・クルジェル、通称ヴィラス・オフィシナスで行う。同スタジアムの最大収容人数は8,000人。

## タイトル
- カンピオナート・パラナエンセ2部 : 1回
  - 1969